# Ritchie Rock
Der Richie Rock (englisch; bulgarisch скала Ричи skala Ritschi) ist ein in nord-südlicher Ausrichtung 80 m langer und 73 m breiter Klippenfelsen vor der Südküste von Snow Island im Archipel der Südlichen Shetlandinseln. Er liegt 2,6 km ostnordöstlich des Tooth Rock, 2,84 km ostsüdöstlich des Kap Conway und 1,82 km südsüdöstlich des Pazardzhik Point.
Bulgarische Wissenschaftler kartierten ihn 2009. Die bulgarische Kommission für Antarktische Geographische Namen benannte ihn im April 2021 nach dem US-amerikanischen Physiker und Erfinder Edward Samuel Ritchie (1814–1895), der einen speziell für Vermessungen auf dem Wasser geeigneten Theodolit entworfen hatte.